# Hegedűs Loránt (református püspök)
Idősebb Hegedűs Loránt (Hajdúnánás, 1930. november 11. – Budapest, 2013. január 26.) református lelkész, a Dunamelléki Református Egyházkerület püspöke 1991-től 2002-ig, író, teológus. Döntő szerepe volt az első magyar református egyetem, a Károli Gáspár Református Egyetem létrehozásában.

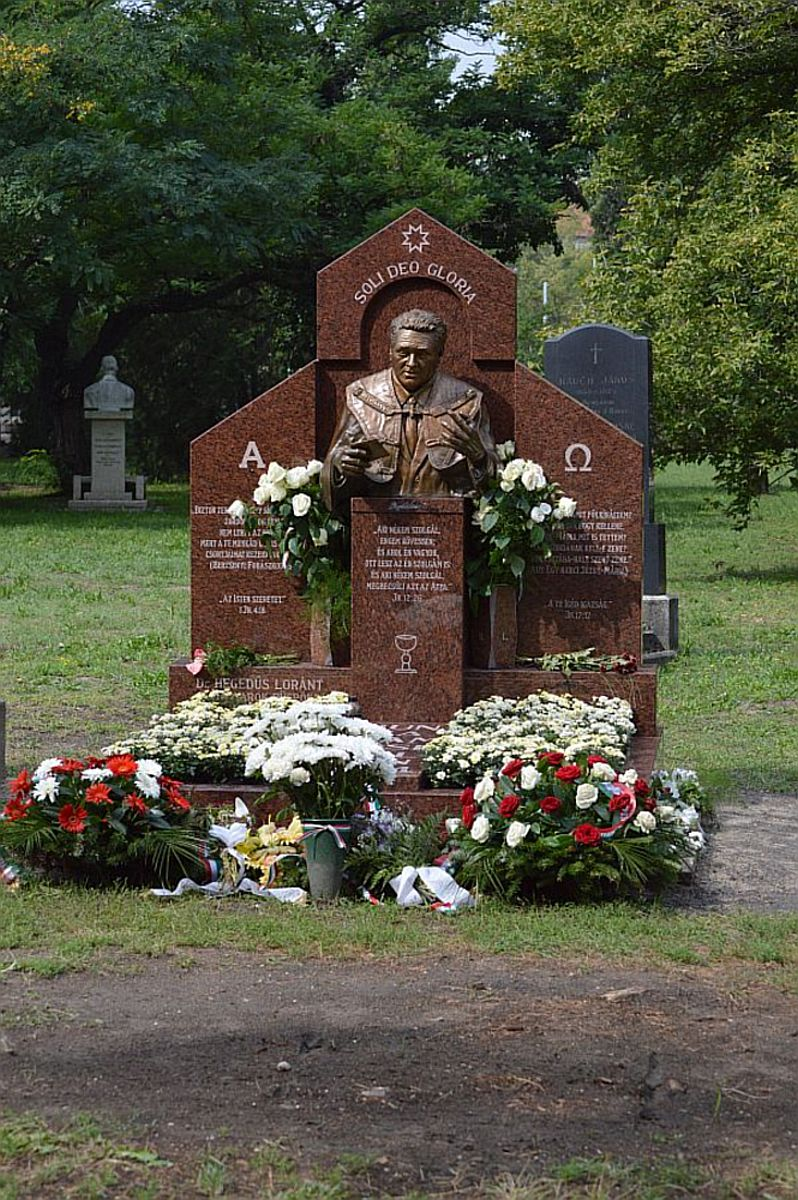
Sírja a Fiumei úti sírkertben (24-1-15)

## Élete

### Korai évek
Apja dr. Hegedűs Géza jogász, édesanyja Szabó Magdolna gyógypedagógus. Hajdúnánáson érettségizett. Érettségi után, 1949 és 1954 között a Budapesti Református Teológiai Akadémián folytatta tanulmányait.
1954 és 1955-ben Bicskén, majd 1956 és 1958 között a budapesti Kálvin téri gyülekezetben volt segédlelkész, Ravasz László püspök mellett.

### 1956-os forradalomtól a rendszerváltásig
Hegedűs az 1956-os forradalomban aktívan részt vett, a Rádiónál elsőként elesett forradalmi mártírok tiszteletére először ő húzta meg a Kálvin téri református templom harangját, amelyet a környező templomok harangjai követtek. A forradalom napjaiban a változást követelők mellé állt, az október 25-i véres csütörtökön a munkásokkal és a diákokkal együtt vonult ő is fegyvertelenül a Parlament elé.
November első napjaiban személyes fellépésével vette elejét, hogy fegyveresek törjenek be a templomba, megakadályozta, hogy azt is hadszíntérré tegyék. A november 4-i szovjet agresszió után az elesettek temető lelkésze az Új köztemetőben.
Hegedűsnek, a forradalmi eseményekben vállalt szerepe miatt a mellőzöttség jutott osztályrészül. Az 1958-ban meghirdetett klerikális reakció elleni harc jegyében, az ÁEH a budapesti református teológián végzett fiatal lelkészeket a fővárosból száműzte. Ebben az évben Hegedűst a baranyai bányászvárosba, Komlóra rendelték szolgálatra, ahol egy pincelakásban lakott és bányászokat lelkigondozott. 1959-től Nagykörösön az esperesi hivatal adminisztrátora volt, mellette a környező tanyákon végzett hitoktatást. 1960-tól Monoron, 1962-től Alsónémedin szolgált.
Ezt követően, több korábbi budapesti teológus társát, így Szabó Mihályt, Bóka Andrást és Czanik Pétert, követően Hegedűst is újra Baranyába helyezték, de ekkor már 20 évre. Hidas lelkipásztora lett, ahol a betelepített bukovinai székely közösség vezetőjévé vált 1963 és 1983 között. A Baranyában burjánzó egykézés szokása ellen már itt felemelte hangját, és ez számos későbbi prédikációjában megjelent.
Tudományos elismertsége ellenére, Hegedűs könyvei és cikkei – mint politikailag és egyházpolitikailag megbízhatatlan személynek – évtizedekig nem jelenhettek meg, doktorátusát nem engedélyezték.

### A rendszerváltás után
1983-1996 között a budapesti Szabadság téri Református Egyházközségnek volt lelkipásztora. 1991–1997 között a Magyarországi Református Egyház Zsinatának lelkészi elnöki tisztét töltötte be, 1991 és 2002 között a Dunamelléki Református Egyházkerület püspöke volt.
Következetesen képviselte a Református Egyház megtisztulásának szükségességét, így a kommunista diktatúra alatt papi tisztséget betöltők átvilágításának kérdésében is határozottan állást foglalt. Nagy fontosságot tulajdonított az egyházi iskolák újraindításának, nagy szerepet vállalt a Károli Gáspár Református Egyetem elindításában.
Püspök-elnöksége alatt került sor a II. János Pál pápával való debreceni találkozóra 1991-ben, amikor a pápa megkoszorúzta a gályarab prédikátorok debreceni emlékművét, és istentiszteleten vett részt a Debreceni Nagytemplomban.
A MIÉP-hez köthető Magyar Út Körök mozgalom tiszteletbeli elnökévé választották 1998-ban.
1993-ban a Veszprémi Egyetem címzetes egyetemi tanára lett, 1999–2003-ig a budapesti Károli Gáspár Református Egyetem egyetemi tanára, majd tiszteletbeli professzora. Kolozsvárott díszdoktorrá avatták.

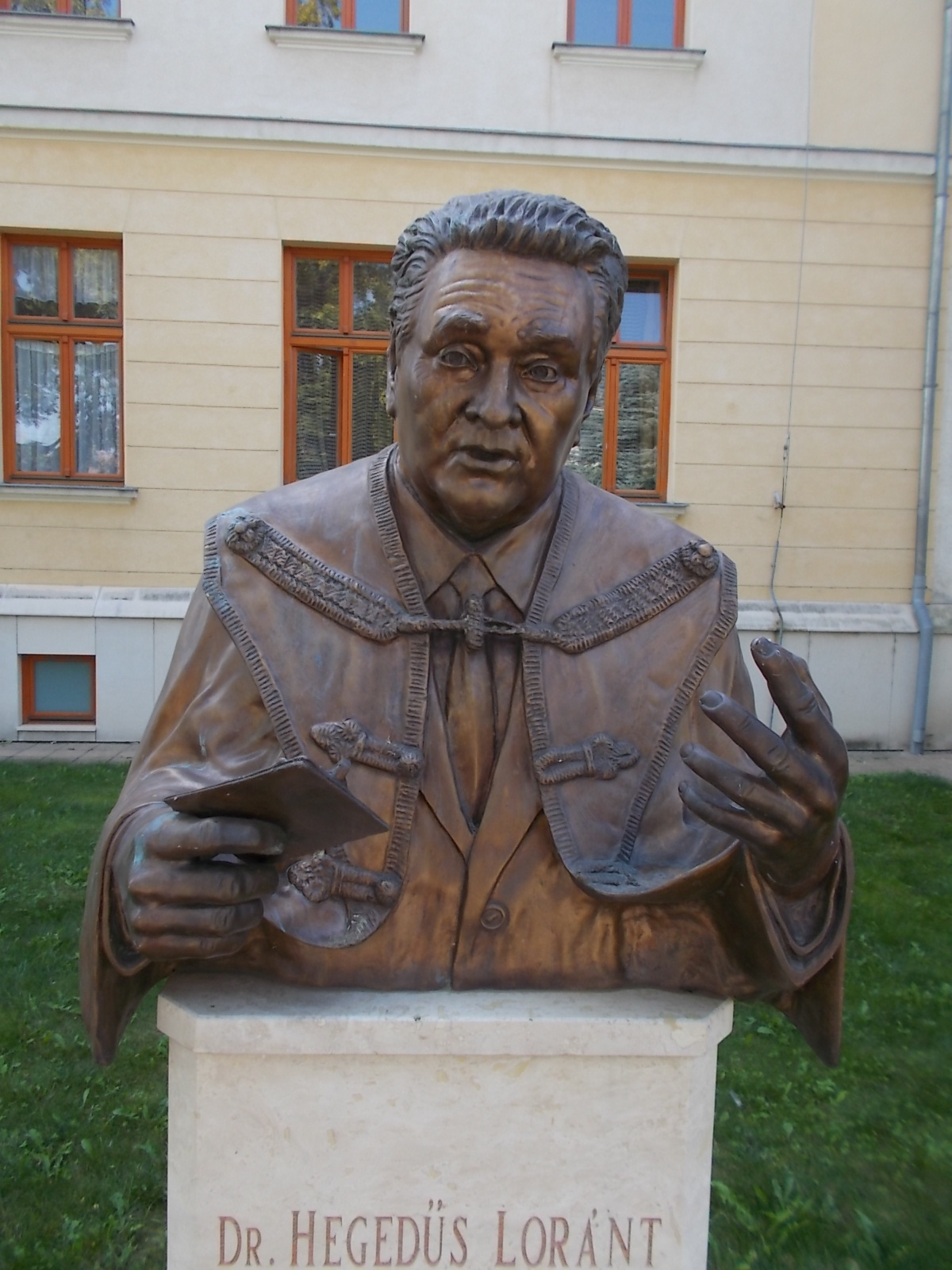
Hegedűs Loránt, református püspök mellszobra Hajdúnánáson. Alkotó Babusa János szobrász, 2014

1993. április 3-án, Budapesten a Kálvin téri Református Templomban a Magyarországi Református Egyház Zsinatának lelkészi elnökeként a Dunamelléki református egyházkerület presbiteri konferenciájának keretében ő mondta az emlékbeszédet a Washingtonban elhunyt Bay Zoltán, a világhírű magyar tudós és Bay József templomépítő református lelkész fia hazatért hamvai felett.
Előadásokat és igeszolgálatokat tartott a határon túli magyarság körében, többek között Torontóban, Bázelben, New Yorkban, Los Angelesben, Párizsban, Londonban, Sydneyben és Kolozsvárott.
2004-től, nyugdíjba vonulása után a Hazatérés Temploma (Szabadság téri Református Egyházközség) örökös lelkipásztorává választotta, ahol amikor egészségi állapota engedte, lelkészi szolgálatot végzett.
2006-ban elsőként kapta meg a Hajdúnánás Városáért kitüntető díjat, majd 2011-ben szülővárosa díszpolgára lett.

### Búcsúztatása
Temetése 2013. február 16-án, szombaton,13 órakor volt Budapesten, a Fiumei úti Sírkertben. Síremléke a 24-1-15 sírhelyen áll, melyet a Babusa János alkotta mellszobor díszít.
2014. augusztus 19-én avatták fel mellszobrát, Babusa János alkotását Hajdúnánáson.

## Családja
Felesége, dr. Illés Zsuzsanna, akitől négy gyermeke született:
- Hegedűs Zsolt, orvos
- Hegedűs Zsuzsa, református lelkész, énekes
- ifj. Hegedűs Loránt, református lelkész, a MIÉP alelnöke, parlamenti képviselő 1998 és 2002 között.[11]
- Hegedűs Gyöngyi, orvos